# Herb Saint Vincent i Grenadyn

Herb Saint Vincent i Grenadyn

Herb Saint Vincent i Grenadyn  nadany został w 1877 roku, gdy Saint Vincent i Grenadyny były kolonią brytyjską. Centralna część herbu przedstawia w polu srebrnym na zielonej murawie dwie kobiety w  błękitnych rzymskich sukniach. Są to rzymskie boginie Pokój (Pax) i Sprawiedliwość (Iustitia). Jedna z nich stoi i trzyma liść palmy, natomiast druga klęczy przed ołtarzem. Na złotym ołtarzu wyryty jest uścisk dłoni. Nad tarczą zawój błękitno-złoto-zielony a w klejnocie bawełna – jeden z głównych towarów eksportowych na wyspie. Na dole znajduje się wstęga z napisem Pax et Justitia (z łac. "Pokój i sprawiedliwość").
Herb modyfikowany był w latach 1907, 1912 i 1975. Do 1985 roku herb ten znajdował się też na fladze państwowej, pośrodku pasa złotego na liściu palmowym. W 1985 roku zastąpiony został trzema zielonymi rombami zwanymi "klejnotami Antyli".